# Па-ан-Артуа
Па-ан-Артуа (фр. Pas-en-Artois) — коммуна во Франции, регион О-де-Франс, департамент Па-де-Кале, округ Аррас, кантон Авен-ле-Конт. Расположена в 26 км к юго-западу от Арраса, в месте пересечения автодорог D1 и D6, на берегу речки Кильен, притока Оти.
Население (2017) — 762 человека.

## Демография
Динамика численности населения, чел.

## Администрация
Администрацию Па-ан-Артуа с 2020 года возглавляет Арно Душе (Arnaud Douchet).